# Disznófejű fa
A disznófejű fa (további nevein malacfa, vadkanfa, illetve ennek variációi) egy Szeged belvárosában élő platán, a város főterének egyik olyan fája, amelynek a lakosok saját nevet adtak. A fa nevét és ismertségét az egyik fő ágán megjelent furcsa kinövésnek köszönheti. A kinövés pont a Széchenyi tér sétánya fölött helyezkedik el, formája pedig olyan, mintha egy vaddisznó figyelné a lombok közül a sétálókat.
A növényt valamikor 1890 körül ültették a Széchenyi tér fásítási programja keretében. A fa a vele együtt felnövő társaival együtt az 1970-es évekre szinte teljesen összezárt koronát növesztett a Széchenyi tér fő sétánya közé. A lombkoronában az 1990-es évekre megjelent vaddisznó alakú formáció városszerte ismertté tette a fát, ekkortól hivatkoznak rá disznófejű faként.
Nem tudni, hogy mikor keletkezett az a fagysérülés a fa törzsén, amely az 1990-es évektől egyre inkább veszélyezteti a növényt. 2004-ben a városban kisebb felháborodást váltott ki az a fakitermelési program, amelynek keretében a disznófejű fát is kivágták volna. A lakossági tiltakozás hatására a fa kivágására nem került sor, hovatovább a tér kezelője lépéseket tett a fa megmentése érdekében. A fagyrepedést többször is kezelték. A mögötte keletkezett üreget feltárták, az elhalt faanyagot kitermelték, a létrejött felületet pedig gombaölő szerrel kenték be. A fagyrepedés azonban így is növekszik, a 2020-as évek közepére a fa törzsének mellmagasságban mért kerületének jó egyharmadát már kitette. A növény ún. külpontos fa, az ágai a törzset határozottan az egyik irányba húzzák.
A fát a környezetvédő szervezetek felmérték. 2023-as adataik szerint a platán magassága 27 méter, értéke pedig 56 millió forint. 2024-ben a kinyúló ágak egy részét lenyesték, hogy a törzsre ható erőket csökkentsék.
2025. március 14-én a fát az állapota miatt – a disznófej egyben hagyásával – kivágták.